# 学校法人雙葉学園
学校法人雙葉学園（がっこうほうじんふたばがくえん）は、日本の学校法人。
設立母体はカトリックの幼きイエス会（旧サンモール修道会）。初代校長はフランスの修道女メール・セン・テレーズ。

## 沿革
- 1872年（明治05年） - サンモール修道会（後の幼きイエス会（英語版））の会員5名がフランスから日本に渡来し、布教と教育慈善活動を横浜で開始。
- 1875年（明治08年） - 東京に「築地語学校」（雙葉学園の前身）を開校し、教育とともに身寄りのない老人や孤児の世話などのボランティア活動も開始。
- 1909年（明治42年） - メール・セン・テレーズ（Mère St. Thérèse（仏語:メール サン・テレーズ）、初代校長）が私財で現在の地を購入し、フランス風の優雅な木造2階建ての校舎を建てて「雙葉高等女学校」を創立。
- 1910年（明治43年） - 「雙葉女子尋常小学校」、「同附属幼稚園」設立
- 1941年（昭和16年） - 太平洋戦争開戦後、敵性外国人抑留施設「スミレキャンプ」が学内校舎を使用し、開設された[1]。
- 1945年（昭和20年）4月12日-4月13日 - 城北大空襲（同日東京都四谷区などへ行われた空襲の名称）により全校舎が焼失。校庭にあったジャンヌ・ダルク像は焼失を逃れたが、その後、何者かに盗まれて失われた。
- 1946年（昭和21年） - 木造の仮校舎が完成。
- 1947年（昭和22年） - 学制改革により「雙葉中学校」となった。
- 1948年（昭和23年） - 「雙葉高等学校」となった。
- 1952年（昭和27年） - 鉄筋コンクリート4階建ての新校舎が完成。
- 2000年（平成12年） - 校舎が全面改築され、地下1階・地上7階の本校舎と講堂が完成。

## 設置校
- 雙葉中学校・高等学校
- 雙葉小学校
- 雙葉小学校附属幼稚園

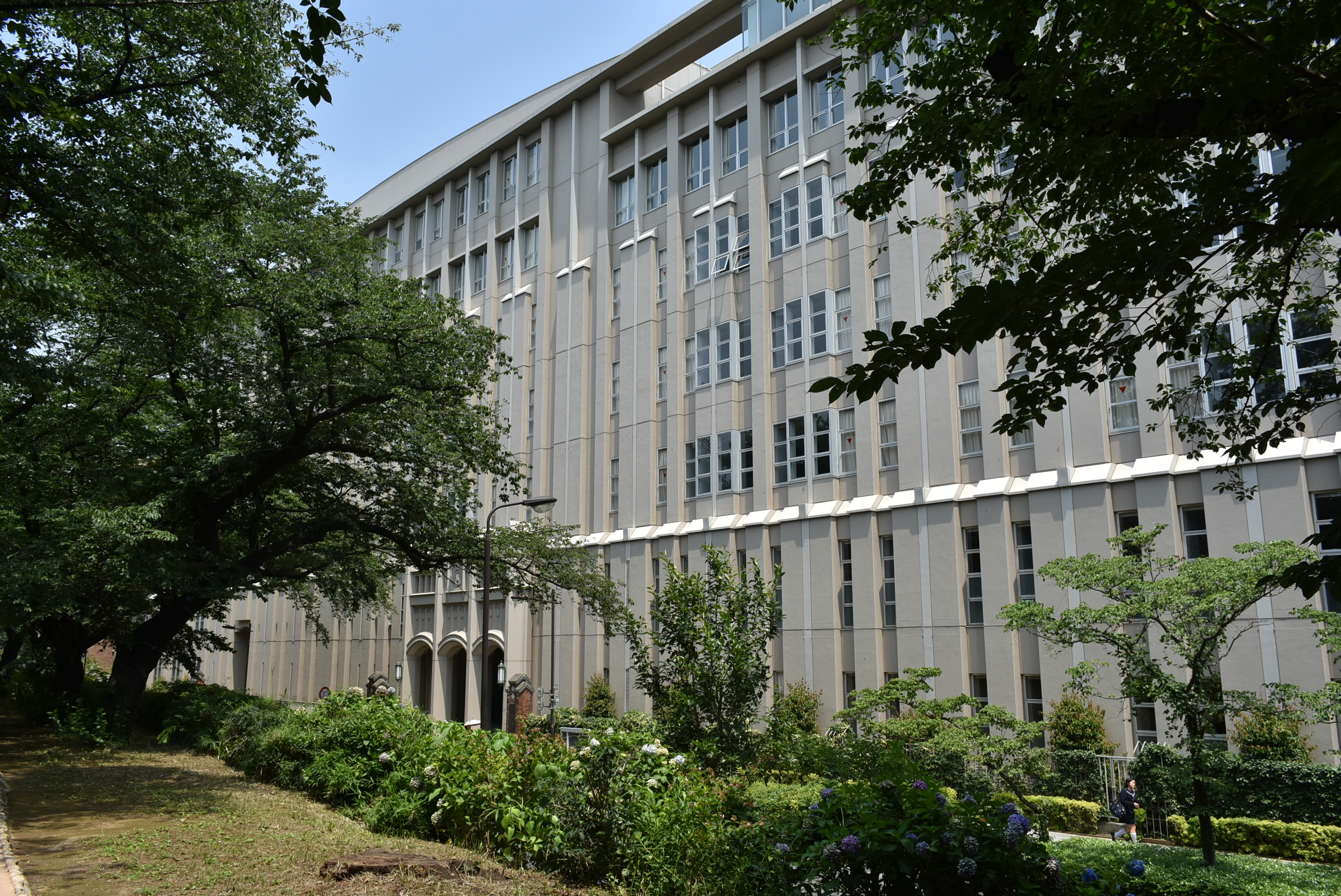
外濠公園から雙葉中学校・高等学校を見る（2018年）
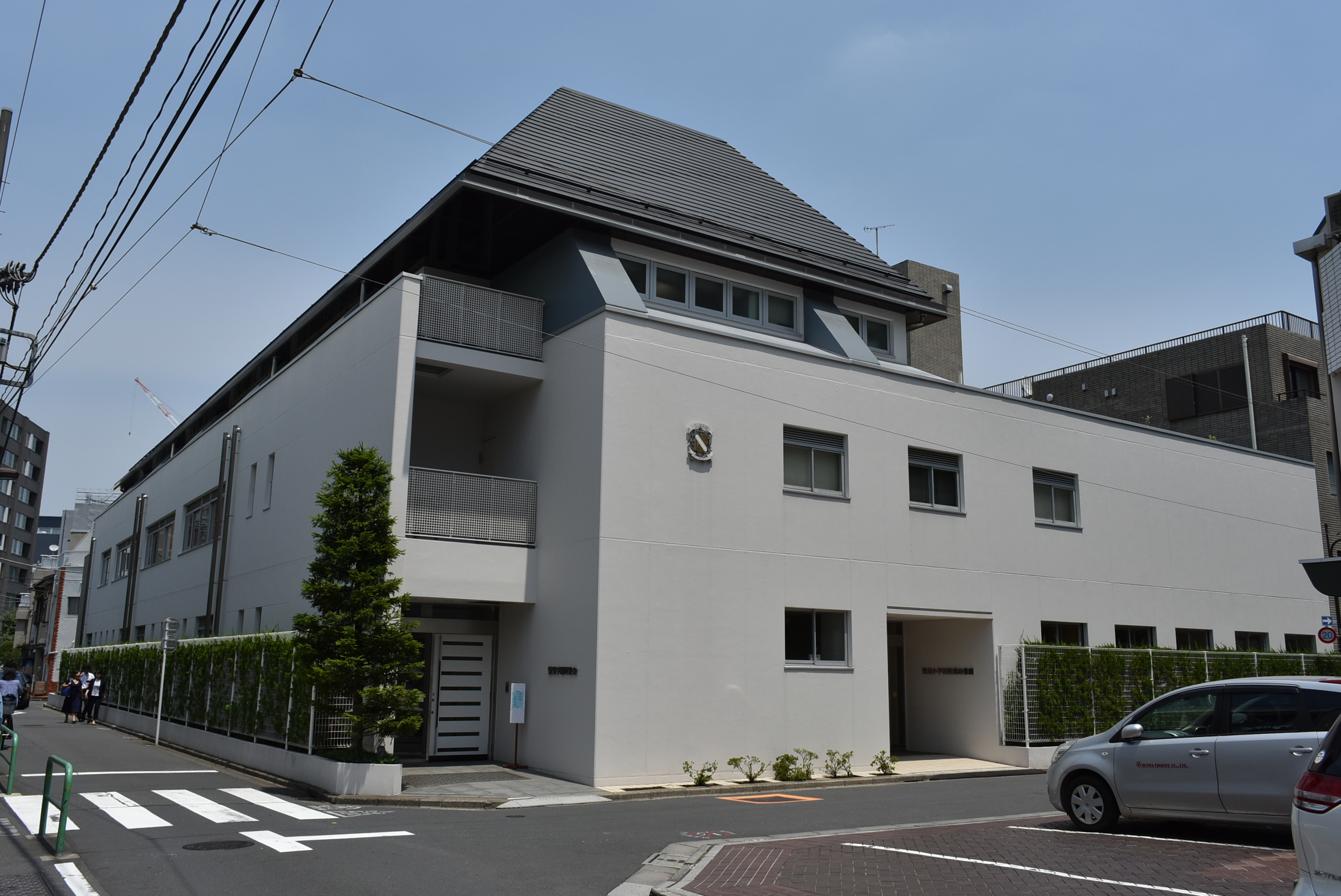
雙葉小学校付属幼稚園（2018年）

## 系列校
- 学校法人田園調布雙葉学園（東京都世田谷区）
  - 田園調布雙葉小学校附属幼稚園
  - 田園調布雙葉小学校
  - 田園調布雙葉中学校・高等学校
- 学校法人横浜雙葉学園（神奈川県横浜市）
  - 横浜雙葉小学校
  - 横浜雙葉中学校・高等学校
- 学校法人静岡雙葉学園（静岡県静岡市）
  - 静岡雙葉中学校・高等学校
- 学校法人福岡雙葉学園（福岡県福岡市）
  - 福岡雙葉小学校附属幼稚園
  - 福岡雙葉小学校
  - 福岡雙葉中学校・高等学校

## 校訓
- 「SIMPLE DANS MA VERTU FORTE DANS MON DEVOIR」
- 「徳においては純真に、義務においては堅実に」

## 学校関係者
- 理事長：和田紀代子
- 中高校長：日下部和子
- 小学校校長：渡部祐子
- 幼稚園園長：那波玲子